# 3e étape du Tour d'Espagne 2013
La 3e étape du Tour d'Espagne 2013 s'est déroulée le lundi 26 août 2013, entre Vigo et Lobeira sur une distance de 184,8 km.

## Déroulement de la course
Christopher Horner (RadioShack-Leopard) devient en cette occasion à 41 ans et 307 jours le plus vieux vainqueur d’une étape d’un Grand Tour (précédent record : Pino Cerami à 41 ans et 95 jours sur le Tour de France 1963) et le plus vieux leader sur un Grand Tour (précédent record : Andrea Noè à 38 ans et 128 jours sur le Tour d'Italie 2007).

## Résultats

### Classement de l'étape
| Classement de la 3e étape | Classement de la 3e étape | Classement de la 3e étape | Classement de la 3e étape | Classement de la 3e étape |
|                           | Coureur                   | Pays                      | Équipe                    | Temps                     |
| ------------------------- | ------------------------- | ------------------------- | ------------------------- | ------------------------- |
| 1er                       | Christopher Horner        | États-Unis                | RadioShack-Leopard        | en 4 h 30 min 18 s        |
| 2e                        | Alejandro Valverde        | Espagne                   | Movistar                  | + 3 s                     |
| 3e                        | Joaquim Rodríguez         | Espagne                   | Katusha                   | + 3 s                     |
| 4e                        | Rigoberto Urán            | Colombie                  | Sky                       | + 3 s                     |
| 5e                        | Daniel Martin             | Irlande                   | Garmin-Sharp              | + 3 s                     |
| 6e                        | Bauke Mollema             | Pays-Bas                  | Belkin                    | + 3 s                     |
| 7e                        | Michele Scarponi          | Italie                    | Lampre-Merida             | + 3 s                     |
| 8e                        | Haimar Zubeldia           | Espagne                   | RadioShack-Leopard        | + 3 s                     |
| 9e                        | Nicolas Roche             | Irlande                   | Saxo-Tinkoff              | + 3 s                     |
| 10e                       | Ivan Basso                | Italie                    | Cannondale                | + 3 s                     |
| modifier                  |                           |                           |                           |                           |

### Points attribués
| Sprint intermédiaire d'O Grove (km 83) | Sprint intermédiaire d'O Grove (km 83) | Sprint intermédiaire d'O Grove (km 83) | Sprint intermédiaire d'O Grove (km 83) | Sprint intermédiaire d'O Grove (km 83) |
| -------------------------------------- | -------------------------------------- | -------------------------------------- | -------------------------------------- | -------------------------------------- |
|                                        | Coureur                                | Pays                                   | Équipe                                 | Point(s)                               |
| 1er                                    | Fabricio Ferrari                       | Uruguay                                | Caja Rural-Seguros RGA                 | 4                                      |
| 2e                                     | Vicente Reynés                         | Espagne                                | Lotto-Belisol                          | 2                                      |
| 3e                                     | Cyril Bessy                            | France                                 | Cofidis                                | 1                                      |
| modifier                               |                                        |                                        |                                        |                                        |

| Sprint intermédiaire d'A Escusa (km 113,6) | Sprint intermédiaire d'A Escusa (km 113,6) | Sprint intermédiaire d'A Escusa (km 113,6) | Sprint intermédiaire d'A Escusa (km 113,6) | Sprint intermédiaire d'A Escusa (km 113,6) |
| ------------------------------------------ | ------------------------------------------ | ------------------------------------------ | ------------------------------------------ | ------------------------------------------ |
|                                            | Coureur                                    | Pays                                       | Équipe                                     | Point(s)                                   |
| 1er                                        | Pablo Urtasun                              | Espagne                                    | Euskaltel Euskadi                          | 4                                          |
| 2e                                         | Luca Dodi                                  | Italie                                     | Lampre-Merida                              | 2                                          |
| 3e                                         | Cyril Bessy                                | France                                     | Cofidis                                    | 1                                          |
| modifier                                   |                                            |                                            |                                            |                                            |

| \| Classement de l'étape \| Classement de l'étape \| Classement de l'étape \| Classement de l'étape \| Classement de l'étape \| \| --------------------- \| --------------------- \| --------------------- \| --------------------- \| --------------------- \| \| \| Coureur \| Pays \| Équipe \| Point(s) \| \| 1er \| Christopher Horner \| États-Unis \| RadioShack-Leopard \| 25 \| \| 2e \| Alejandro Valverde \| Espagne \| Movistar \| 20 \| \| 3e \| Joaquim Rodríguez \| Espagne \| Katusha \| 16 \| \| 4e \| Rigoberto Urán \| Colombie \| Sky \| 14 \| \| 5e \| Daniel Martin \| Irlande \| Garmin-Sharp \| 12 \| \| 6e \| Bauke Mollema \| Pays-Bas \| Belkin \| 10 \| \| 7e \| Michele Scarponi \| Italie \| Lampre-Merida \| 9 \| \| 8e \| Haimar Zubeldia \| Espagne \| RadioShack-Leopard \| 8 \| \| 9e \| Nicolas Roche \| Irlande \| Saxo-Tinkoff \| 7 \| \| 10e \| Ivan Basso \| Italie \| Cannondale \| 6 \| \| 11e \| Vincenzo Nibali \| Italie \| Astana \| 5 \| \| 12e \| Rafał Majka \| Pologne \| Saxo-Tinkoff \| 4 \| \| 13e \| Daniel Moreno \| Espagne \| Katusha \| 3 \| \| 14e \| Sergio Henao \| Colombie \| Sky \| 2 \| \| modifier \| \| \| \| \| |                    |            |                    |          |
| Classement de l'étape |                    |            |                    |          |
| | Coureur            | Pays       | Équipe             | Point(s) |
| 1er | Christopher Horner | États-Unis | RadioShack-Leopard | 25       |
| 2e | Alejandro Valverde | Espagne    | Movistar           | 20       |
| 3e | Joaquim Rodríguez  | Espagne    | Katusha            | 16       |
| 4e | Rigoberto Urán     | Colombie   | Sky                | 14       |
| 5e | Daniel Martin      | Irlande    | Garmin-Sharp       | 12       |
| 6e | Bauke Mollema      | Pays-Bas   | Belkin             | 10       |
| 7e | Michele Scarponi   | Italie     | Lampre-Merida      | 9        |
| 8e | Haimar Zubeldia    | Espagne    | RadioShack-Leopard | 8        |
| 9e | Nicolas Roche      | Irlande    | Saxo-Tinkoff       | 7        |
| 10e | Ivan Basso         | Italie     | Cannondale         | 6        |
| 11e | Vincenzo Nibali    | Italie     | Astana             | 5        |
| 12e | Rafał Majka        | Pologne    | Saxo-Tinkoff       | 4        |
| 13e | Daniel Moreno      | Espagne    | Katusha            | 3        |
| 14e | Sergio Henao       | Colombie   | Sky                | 2        |
| modifier |                    |            |                    |          |

### Cols et côtes
| \| Mirador de Lobeira (km 185) 3e catégorie \| Mirador de Lobeira (km 185) 3e catégorie \| Mirador de Lobeira (km 185) 3e catégorie \| Mirador de Lobeira (km 185) 3e catégorie \| Mirador de Lobeira (km 185) 3e catégorie \| \| ---------------------------------------- \| ---------------------------------------- \| ---------------------------------------- \| ---------------------------------------- \| ---------------------------------------- \| \| \| Coureur \| Pays \| Équipe \| Point(s) \| \| 1er \| Christopher Horner \| États-Unis \| RadioShack-Leopard \| 3 \| \| 2e \| Alejandro Valverde \| Espagne \| Movistar \| 2 \| \| 3e \| Joaquim Rodríguez \| Espagne \| Katusha \| 1 \| \| modifier \| \| \| \| \| |                    |            |                    |          |
| Mirador de Lobeira (km 185) 3e catégorie |                    |            |                    |          |
| | Coureur            | Pays       | Équipe             | Point(s) |
| 1er | Christopher Horner | États-Unis | RadioShack-Leopard | 3        |
| 2e | Alejandro Valverde | Espagne    | Movistar           | 2        |
| 3e | Joaquim Rodríguez  | Espagne    | Katusha            | 1        |
| modifier |                    |            |                    |          |

## Classements à l'issue de l'étape

### Classement général
| Classement général | Classement général | Classement général | Classement général | Classement général |
|                    | Coureur            | Pays               | Équipe             | Temps              |
| ------------------ | ------------------ | ------------------ | ------------------ | ------------------ |
| 1er                | Christopher Horner | États-Unis         | RadioShack-Leopard | en 9 h 37 min 40 s |
| 2e                 | Vincenzo Nibali    | Italie             | Astana             | + 3 s              |
| 3e                 | Nicolas Roche      | Irlande            | Saxo-Tinkoff       | + 11 s             |
| 4e                 | Haimar Zubeldia    | Espagne            | RadioShack-Leopard | + 13 s             |
| 5e                 | Robert Kišerlovski | Croatie            | RadioShack-Leopard | + 23 s             |
| 6e                 | Alejandro Valverde | Espagne            | Movistar           | + 24 s             |
| 7e                 | Rigoberto Urán     | Colombie           | Sky                | + 25 s             |
| 8e                 | Rafał Majka        | Pologne            | Saxo-Tinkoff       | + 35 s             |
| 9e                 | Daniel Moreno      | Espagne            | Katusha            | + 44 s             |
| 10e                | Roman Kreuziger    | Tchéquie           | Saxo-Tinkoff       | + 45 s             |
| modifier           |                    |                    |                    |                    |

### Classement par points
| Classement par points | Classement par points | Classement par points | Classement par points | Classement par points |
| --------------------- | --------------------- | --------------------- | --------------------- | --------------------- |
|                       | Coureur               | Pays                  | Équipe                | Point(s)              |
| 1er                   | Nicolas Roche         | Irlande               | Saxo-Tinkoff          | 32 points             |
| 2e                    | Alejandro Valverde    | Espagne               | Movistar              | 32 pts                |
| 3e                    | Christopher Horner    | États-Unis            | RadioShack-Leopard    | 28 pts                |
| modifier              |                       |                       |                       |                       |

### Classement du meilleur grimpeur
| Classement du meilleur grimpeur | Classement du meilleur grimpeur | Classement du meilleur grimpeur | Classement du meilleur grimpeur | Classement du meilleur grimpeur |
| ------------------------------- | ------------------------------- | ------------------------------- | ------------------------------- | ------------------------------- |
|                                 | Coureur                         | Pays                            | Équipe                          | Point(s)                        |
| 1er                             | Nicolas Roche                   | Irlande                         | Saxo-Tinkoff                    | 10 points                       |
| 2e                              | Daniel Moreno                   | Espagne                         | Katusha                         | 6 pts                           |
| 3e                              | Domenico Pozzovivo              | Italie                          | AG2R La Mondiale                | 4 pts                           |
| modifier                        |                                 |                                 |                                 |                                 |

### Classement du combiné
| Classement du combiné | Classement du combiné | Classement du combiné | Classement du combiné | Classement du combiné |
| --------------------- | --------------------- | --------------------- | --------------------- | --------------------- |
|                       | Coureur               | Pays                  | Équipe                | Point(s)              |
| 1er                   | Nicolas Roche         | Irlande               | Saxo-Tinkoff          | 5 points              |
| 2e                    | Christopher Horner    | États-Unis            | RadioShack-Leopard    | 8 pts                 |
| 3e                    | Alejandro Valverde    | Espagne               | Movistar              | 14 pts                |
| modifier              |                       |                       |                       |                       |

### Classement par équipes
| Classement par équipes | Classement par équipes | Classement par équipes | Classement par équipes |
|                        | Équipe                 | Pays                   | Temps                  |
| ---------------------- | ---------------------- | ---------------------- | ---------------------- |
| 1re                    | RadioShack-Leopard     | Luxembourg             | en 27 h 53 min 28 s    |
| 2e                     | Saxo-Tinkoff           | Danemark               | + 11 s                 |
| 3e                     | Belkin                 | Pays-Bas               | + 1 min 16 s           |
| modifier               |                        |                        |                        |